# Shrek Třetí
Shrek Třetí (Shrek the Third) je třetí film ze série animovaných komedií Shrek z roku 2007 podle knihy Williama Steiga Shrek!. Postavičky namluvily známé filmové hvězdy, jako Mike Myers, Eddie Murphy, Cameron Diaz, Antonio Banderas, Justin Timberlake, Julie Andrews, John Cleese, Rupert Everett, a Eric Idle.

## Děj
Král Harold onemocněl a jeho zeť, zlobr Shrek, a princezna Fiona jsou další v pořadí na trůn království Za sedmero horami. Shrek se s tím nehodlá smířit a trvá na tom, že musí být ještě někdo další, kdo má nárok na trůn. Z posledních sil řekne král Shrekovi, že někdo takový existuje - jeho synovec Artuš. Po pohřbu se Shrek spolu s Oslíkem a Kocourem v botách vydá vyhledat nového krále. Když odplouvají, Fiona na Shreka zavolá, že je těhotná. Vyděšený Shrek proto začne mít noční můry o svých budoucích dětech.
Artuš (raději nazýván Artie) je studentem v internátní škole Worchesterovka, kde je ztroskotanec, kterému se všichni posmívají a nemají ho rádi. Shrek mu řekne, že se musí stát novým králem Za sedmero horami. Artie je z toho nejdříve nadšený, ale pak mu Oslík a Kocour v botách řeknou o zodpovědnosti, která je s tím spojená a Artie nadšení ztratí. Artie je vyděšený, pokusí se vrátit loď na břeh a skončí to tím, že ztroskotají na ostrově, kde potkají Artušova starého potřeštěného učitele Merlina.
Mezitím princ Krasoň v baru přemluví několik pohádkových padouchů, včetně Kapitána Háka, královny ze Sněhurky, kyklopů, tvůrce Pinocchia a dalších, aby se přidali na jeho stranu a získali tak konečně svoje štěstí. Společně napadnou království a uvězní všechny Shrekovy přátele. Fiona, královna Lilian, Doris, Popelka, Sněhurka, Šípková Růženka a Zlatovláska utečou tajnou chodbou, ale Zlatovláska je naláká do pasti a přidá se ke Krasoňovi, do kterého je zamilovaná a má se stát jeho budoucí královnou.
Kapitán Hák u Merlina napadne Shreka a pokusí se ho chytit a ostatní zabít. Je poražen, ale zmíní se o královi Krasoňovi, a tak se Shrek bojí o Fionu a chce se urychleně vrátit do království. K tomu jim pomůže Merlin, který je přenese, ale omylem prohodí těla Oslíka a Kocoura v botách, takže Oslíkova duše se nachází v Kocourovi a naopak. Shrek zjistí, že Krasoň ovládl království a chce ho zabít přede všemi v divadelní hře. Vydají se proto do paláce, kde se hra zkouší, setkají se s Krasoněm, který jim vyhroužuje, ale nakonec jsou všichni zatčeni.
Krasoň se připravuje na Artieho popravu, a tak Shrek, aby ho zachránil, řekne, že to je jen ťulpas, který ho měl nahradit jako krále. Krasoň mu uvěří a rozhodne se, že Artieho nezabije. Artie, který začal Shrekovi věřit, tomu také uvěřil, je zklamaný a utíká pryč. Oslík a Kocour jsou zavřeni spolu s princeznami ve věžení. Královna Lilian se rozčílí poté, co ji Sněhurka nazve stařenkou a hlavou rozbije dvě kamenné zdi. Oslík a Kocour pak potkají Artieho a vše mu vysvětlí, a tak se rozhodne vrátit.
Království sleduje Krasoňovo divadelní představení. Shrek si ale ke Krasoňově smůle získá publikum. Když se Krasoň chystá zabít Shreka, Fiona s přáteli a Kocour, Oslík a pohádkové bytosti vniknou na jeviště. Padouchové je znovu zajmou, ale přijde Artie a přemluví je, aby je nechali jít a prokáže tak své vladařské schopnosti. Na Krasoně pak spadne věž, která byla na jevišti. Jeho koruna se kutálí po jevišti a Artie ji chytí a po chvíli se korunuje králem. Když království oslavuje nového krále, objeví se Merlin a vrátí Oslíkovi a Kocourovi jejich těla, ale jejich ocasy zůstanou prohozené. Shrek a Fiona se vrátí do své bažiny a mají spolu tři zlobří děti.

## Obsazení
| Postava         | Originální dabing | Český dabing       |
| --------------- | ----------------- | ------------------ |
| Shrek           | Mike Myers        | David Novotný      |
| princezna Fiona | Cameron Diaz      | Kamila Špráchalová |
| Oslík           | Eddie Murphy      | Tomáš Juřička      |
| Kocour v botách | Antonio Banderas  | Aleš Procházka     |
| královna Lilian | Julie Andrews     | Růžena Merunková   |
| král Harold     | John Cleese       | Petr Pelzer        |
| princ Krasoň    | Rupert Everett    | Libor Hruška       |
| Merlin          | Eric Idle         | Jaroslav Kaňkovský |
| Artuš           | Justin Timberlake | Jakub Chromeček    |